# Гора Іфігенія
Гора Іфігенія — це гора заввишки 1088 метрів у Західній Антарктиді, на Землі Мері Берд. Гора розташована на захід від льодовика Окса між піком Маруджупу та піками Бірчалла у горах Фосдік, гірському хребті Форда. Вона складається мігматиту та граніту крейдового періоду з метаморфічних гірських порід гір Фосдік.
ЇЇ відкрили дослідники антарктичної експедиції (1928—1930) під керівництвом американського полярного дослідника Річарда Берда. Берд назвав гору на честь Іфігенії Окс Сульзберґер (1892—1990), доньки Адольфа Окса та дружини Артура Гейса Сульзберґера, обидва з яких були серед спонсорів експедиції.